# Conus selectus
Conus selectus é uma espécie de gastrópode do gênero Conus, pertencente a família Conidae.